# SN 2009fh
SN 2009fh – supernowa typu Ia odkryta 20 maja 2009 roku w galaktyce A154438+4547. W momencie odkrycia miała maksymalną jasność 20,40m.